# Jim Farry
James Farry (1955 - 10 november 2010) was de directeur van de Schotse voetbalbond tussen 1990 en 1999. Farry verliet deze baan in 1999 na een ruzie met Celtic over de inschrijving van de Portugese speler Jorge Cadete. 
Farry kreeg op 10 november 2010 een hartaanval en stierf kort daarna in het Hairmyres Hospital.